# Deskaheh
Deskaheh és el nom nadiu de Levi General (Grand River, Ontario, 1873 - Reserva Tuscarora, Nova York, 1925). Fou un líder cayuga, educat en una família tradicional del clan shao-hyowa (Gran Cel). Va anar el 1923 a la seu de la Societat de Nacions a Ginebra, tot viatjant amb passaport de la Confederació Iroquesa, i hi presentà el memorial The red man's appeal for Justice, tot aportant el Wampum de dues fileres, el pacte més antic signat amb europeus. Reberen suport de Pèrsia, Irlanda, Estònia i Panamà, però el març del 1924 tots reberen pressions britàniques i ho paralitzaren. El 7 d'octubre del 1924 la Policia Muntada dissolgué el parlament de les Sis Nacions, robant documents i wampums, i convocant noves eleccions. Aleshores s'exilià als EUA, on va morir.